# Vladimír Pachman
Docent Vladimír Pachman (16. dubna 1918 Bělá pod Bezdězem – 8. srpna 1984 Praha) byl československý šachový skladatel a publicista, bratr Luďka Pachmana.

## Život
Pachman skládal své šachové skladby především podle zásad české školy úlohové. V letech 1952 a 1958–1964 byl předsedou československé organizace pro kompoziční šach a v letech 1956–1963 působil jako delegát Československa ve stálé komisi FIDE pro kompoziční šach.
Roku 1956 se Pachman stal mezinárodním rozhodčím soutěží kompozičního šachu, v období 1951–1981 získal celkem třináct titulů mistra Československa v kompozičním šachu. Mezinárodním mistrem kompozičního šachu se stal roku 1960 a titul mezinárodního velmistra kompozičního šachu získal roku 1976. V Albech FIDE dosáhl 112,33 bodu a je v tomto směru nejlepším českým šachovým skladatelem všech dob.
V letech 1952–1953 a 1958–1965 byl Pachman redaktorem úlohové části časopisu Československý šach. Napsal rovněž celou řadu knih – například Problémový šach (1950), Šachová úloha (1953), Vybrané šachové skladby V. Pachmana (1972) a Vybrané šachové skladby (1980).
|   | a                                                                                       | b                                                                                       | c                                                                                       | d                                                                                       | e                                                                                       | f                                                                                       | g                                                                                       | h                                                                                       |   |
| 8 | f7 bílý dáma · f2 bílý věž · g2 černý dáma · a1 bílý věž · e1 bílý král · h1 černý král | f7 bílý dáma · f2 bílý věž · g2 černý dáma · a1 bílý věž · e1 bílý král · h1 černý král | f7 bílý dáma · f2 bílý věž · g2 černý dáma · a1 bílý věž · e1 bílý král · h1 černý král | f7 bílý dáma · f2 bílý věž · g2 černý dáma · a1 bílý věž · e1 bílý král · h1 černý král | f7 bílý dáma · f2 bílý věž · g2 černý dáma · a1 bílý věž · e1 bílý král · h1 černý král | f7 bílý dáma · f2 bílý věž · g2 černý dáma · a1 bílý věž · e1 bílý král · h1 černý král | f7 bílý dáma · f2 bílý věž · g2 černý dáma · a1 bílý věž · e1 bílý král · h1 černý král | f7 bílý dáma · f2 bílý věž · g2 černý dáma · a1 bílý věž · e1 bílý král · h1 černý král | 8 |
| 7 | f7 bílý dáma · f2 bílý věž · g2 černý dáma · a1 bílý věž · e1 bílý král · h1 černý král | f7 bílý dáma · f2 bílý věž · g2 černý dáma · a1 bílý věž · e1 bílý král · h1 černý král | f7 bílý dáma · f2 bílý věž · g2 černý dáma · a1 bílý věž · e1 bílý král · h1 černý král | f7 bílý dáma · f2 bílý věž · g2 černý dáma · a1 bílý věž · e1 bílý král · h1 černý král | f7 bílý dáma · f2 bílý věž · g2 černý dáma · a1 bílý věž · e1 bílý král · h1 černý král | f7 bílý dáma · f2 bílý věž · g2 černý dáma · a1 bílý věž · e1 bílý král · h1 černý král | f7 bílý dáma · f2 bílý věž · g2 černý dáma · a1 bílý věž · e1 bílý král · h1 černý král | f7 bílý dáma · f2 bílý věž · g2 černý dáma · a1 bílý věž · e1 bílý král · h1 černý král | 7 |
| 6 | f7 bílý dáma · f2 bílý věž · g2 černý dáma · a1 bílý věž · e1 bílý král · h1 černý král | f7 bílý dáma · f2 bílý věž · g2 černý dáma · a1 bílý věž · e1 bílý král · h1 černý král | f7 bílý dáma · f2 bílý věž · g2 černý dáma · a1 bílý věž · e1 bílý král · h1 černý král | f7 bílý dáma · f2 bílý věž · g2 černý dáma · a1 bílý věž · e1 bílý král · h1 černý král | f7 bílý dáma · f2 bílý věž · g2 černý dáma · a1 bílý věž · e1 bílý král · h1 černý král | f7 bílý dáma · f2 bílý věž · g2 černý dáma · a1 bílý věž · e1 bílý král · h1 černý král | f7 bílý dáma · f2 bílý věž · g2 černý dáma · a1 bílý věž · e1 bílý král · h1 černý král | f7 bílý dáma · f2 bílý věž · g2 černý dáma · a1 bílý věž · e1 bílý král · h1 černý král | 6 |
| 5 | f7 bílý dáma · f2 bílý věž · g2 černý dáma · a1 bílý věž · e1 bílý král · h1 černý král | f7 bílý dáma · f2 bílý věž · g2 černý dáma · a1 bílý věž · e1 bílý král · h1 černý král | f7 bílý dáma · f2 bílý věž · g2 černý dáma · a1 bílý věž · e1 bílý král · h1 černý král | f7 bílý dáma · f2 bílý věž · g2 černý dáma · a1 bílý věž · e1 bílý král · h1 černý král | f7 bílý dáma · f2 bílý věž · g2 černý dáma · a1 bílý věž · e1 bílý král · h1 černý král | f7 bílý dáma · f2 bílý věž · g2 černý dáma · a1 bílý věž · e1 bílý král · h1 černý král | f7 bílý dáma · f2 bílý věž · g2 černý dáma · a1 bílý věž · e1 bílý král · h1 černý král | f7 bílý dáma · f2 bílý věž · g2 černý dáma · a1 bílý věž · e1 bílý král · h1 černý král | 5 |
| 4 | f7 bílý dáma · f2 bílý věž · g2 černý dáma · a1 bílý věž · e1 bílý král · h1 černý král | f7 bílý dáma · f2 bílý věž · g2 černý dáma · a1 bílý věž · e1 bílý král · h1 černý král | f7 bílý dáma · f2 bílý věž · g2 černý dáma · a1 bílý věž · e1 bílý král · h1 černý král | f7 bílý dáma · f2 bílý věž · g2 černý dáma · a1 bílý věž · e1 bílý král · h1 černý král | f7 bílý dáma · f2 bílý věž · g2 černý dáma · a1 bílý věž · e1 bílý král · h1 černý král | f7 bílý dáma · f2 bílý věž · g2 černý dáma · a1 bílý věž · e1 bílý král · h1 černý král | f7 bílý dáma · f2 bílý věž · g2 černý dáma · a1 bílý věž · e1 bílý král · h1 černý král | f7 bílý dáma · f2 bílý věž · g2 černý dáma · a1 bílý věž · e1 bílý král · h1 černý král | 4 |
| 3 | f7 bílý dáma · f2 bílý věž · g2 černý dáma · a1 bílý věž · e1 bílý král · h1 černý král | f7 bílý dáma · f2 bílý věž · g2 černý dáma · a1 bílý věž · e1 bílý král · h1 černý král | f7 bílý dáma · f2 bílý věž · g2 černý dáma · a1 bílý věž · e1 bílý král · h1 černý král | f7 bílý dáma · f2 bílý věž · g2 černý dáma · a1 bílý věž · e1 bílý král · h1 černý král | f7 bílý dáma · f2 bílý věž · g2 černý dáma · a1 bílý věž · e1 bílý král · h1 černý král | f7 bílý dáma · f2 bílý věž · g2 černý dáma · a1 bílý věž · e1 bílý král · h1 černý král | f7 bílý dáma · f2 bílý věž · g2 černý dáma · a1 bílý věž · e1 bílý král · h1 černý král | f7 bílý dáma · f2 bílý věž · g2 černý dáma · a1 bílý věž · e1 bílý král · h1 černý král | 3 |
| 2 | f7 bílý dáma · f2 bílý věž · g2 černý dáma · a1 bílý věž · e1 bílý král · h1 černý král | f7 bílý dáma · f2 bílý věž · g2 černý dáma · a1 bílý věž · e1 bílý král · h1 černý král | f7 bílý dáma · f2 bílý věž · g2 černý dáma · a1 bílý věž · e1 bílý král · h1 černý král | f7 bílý dáma · f2 bílý věž · g2 černý dáma · a1 bílý věž · e1 bílý král · h1 černý král | f7 bílý dáma · f2 bílý věž · g2 černý dáma · a1 bílý věž · e1 bílý král · h1 černý král | f7 bílý dáma · f2 bílý věž · g2 černý dáma · a1 bílý věž · e1 bílý král · h1 černý král | f7 bílý dáma · f2 bílý věž · g2 černý dáma · a1 bílý věž · e1 bílý král · h1 černý král | f7 bílý dáma · f2 bílý věž · g2 černý dáma · a1 bílý věž · e1 bílý král · h1 černý král | 2 |
| 1 | f7 bílý dáma · f2 bílý věž · g2 černý dáma · a1 bílý věž · e1 bílý král · h1 černý král | f7 bílý dáma · f2 bílý věž · g2 černý dáma · a1 bílý věž · e1 bílý král · h1 černý král | f7 bílý dáma · f2 bílý věž · g2 černý dáma · a1 bílý věž · e1 bílý král · h1 černý král | f7 bílý dáma · f2 bílý věž · g2 černý dáma · a1 bílý věž · e1 bílý král · h1 černý král | f7 bílý dáma · f2 bílý věž · g2 černý dáma · a1 bílý věž · e1 bílý král · h1 černý král | f7 bílý dáma · f2 bílý věž · g2 černý dáma · a1 bílý věž · e1 bílý král · h1 černý král | f7 bílý dáma · f2 bílý věž · g2 černý dáma · a1 bílý věž · e1 bílý král · h1 černý král | f7 bílý dáma · f2 bílý věž · g2 černý dáma · a1 bílý věž · e1 bílý král · h1 černý král | 1 |
|   | a                                                                                       | b                                                                                       | c                                                                                       | d                                                                                       | e                                                                                       | f                                                                                       | g                                                                                       | h                                                                                       |   |